# Simulium shennongjiaense
Simulium shennongjiaense är en tvåvingeart som beskrevs av Yang, Luo och Chen 2005. Simulium shennongjiaense ingår i släktet Simulium och familjen knott. Inga underarter finns listade i Catalogue of Life.